# Allgemeine Faktornachfragefunktion
Der Begriff Allgemeine Faktornachfragefunktion beschreibt in der Mikroökonomie eine Funktion, die für sämtliche Kombinationen von Faktorpreisen und Güterpreis die gewinnmaximalen Faktoreinsatzmengen, die bei gegebener Technologie realisierbar sind, angibt. Man spricht von der speziellen Faktornachfragefunktion, wenn alle Faktorpreise bis auf einen konstant (fix) sind.

## Mathematische Betrachtung
Die Lösung des Gewinnmaximierungsproblems 
{\displaystyle \underbrace {\text{max}} _{(r_{1},r_{2})}\ \underbrace {pg(r_{1},r_{2})} _{\text{Erlös}}-\underbrace {(q_{1}r_{1}+q_{2}r_{2}+F)} _{\text{Kosten}}}
mit
- {\displaystyle g(r_{1},r_{2})} = Produktionsfunktion
- {\displaystyle r_{1},r_{2}} = variable Faktoreinsatzmengen
- {\displaystyle q_{1},q_{2}} = variable Faktorpreise
- {\displaystyle F} = Fixkosten

kann, wenn eindeutige Lösungen vorliegen, als Funktion {\displaystyle r_{i}=r_{i}(q_{1},q_{2},p)\!\,} dargestellt werden. Diese Funktion wird als allgemeine Faktornachfragefunktion bezeichnet.